# 中国人民解放军空军汉口场站
中国人民解放军空军汉口场站，位于湖北省武汉市新洲区阳逻街道毛集村，隶属中国人民解放军空军航空兵第十三师。

## 沿革
1950年，中国人民解放军空军接管王家墩机场。此后在王家墩机场设中国人民解放军空军王家墩场站。1960年代初，升格组建中国人民解放军空军王家墩基地。1970年代，空军王家墩基地撤销，恢复为中国人民解放军空军王家墩场站。1993年，改称中国人民解放军空军汉口场站。王家墩机场位于东经114度14分30秒，北纬30度35分30秒，距武汉长江大桥6.4公里，可用起飞跑道距离2400米，机场总面积502.8万平方米。1987年前，王家墩机场主要供空军歼击机使用，1987年后改为主要供空军运输机使用，1991年对跑道局部翻修加固，以便适应部队运输机技术要求。1995年后，因武汉市城市发展，机场所在地已成为武汉市中心城区，国家及中央军委将机场搬迁列入计划。1976年以及1983年10月，武汉南湖机场两次翻修跑道时，民航湖北省管理局均曾临时使用王家墩机场。1979年6月到1984年5月，经停武汉的民航大型飞机均在王家墩机场起降，民航湖北省管理局设有航站。1985年12月9日到2000年12月31日，武汉航空公司以汉口机场为营运基地。
1997年，开始筹备建设空军阳逻新机场。武汉市决定通过市场经济手段，筹资为空军还建空军阳逻新机场，再以空军移交的占地面积4000亩的王家墩机场为中心，重新规划周边11.36平方公里范围内的建设，建成武汉中央商务区。2001年7月，国务院和中央军委批复同意王家墩机场迁建。汉口王家墩机场迁建后，武汉市100余平方公里的城区实现无净空限制。2007年6月6日，空军阳逻新机场竣工典礼举行，空军副司令员杨东明等领导剪彩。空军汉口场站迁至空军阳逻新机场。空军阳逻新机场位于武汉市新洲区阳逻街道毛集村。
空军汉口场站原隶属中国人民解放军广州军区空军空军航空兵第十三师，为该师第三十八团驻地。2016年，在深化国防和军队改革中，仍隶中国人民解放军中部战区空军空军航空兵第十三师。

## 历任领导
| 站长 …… - 周辉（？—？） …… | 政治委员 …… - 林剑（？—？） …… |